# Patrice Bart-Williams
Patrice Bart-Williams (Colónia, 9 de Julho de 1979), filho de mãe alemã e do escritor-activista de Serra Leoa Gaston Bart-Williams, é um artista de reggae Afro-Alemão. Sua música é influenciada por Jimi Hendrix e Bob Marley.
Usa também frequentemente o seu segundo nome: Babatunde (iorubá: regresso do pai), que os seus pais lhe atribuiram já que Patrice nasceu no mesmo dia em que morreu seu avô.

## Discografia

### Álbuns
| Ano  | Título                      | Posição nas paradas | Posição nas paradas | Posição nas paradas | Posição nas paradas | Posição nas paradas |
| Ano  | Título                      | ALE                 | AUT                 | SUI                 | FRA                 | ITA                 |
| ---- | --------------------------- | ------------------- | ------------------- | ------------------- | ------------------- | ------------------- |
| 2000 | Ancient Spirit              | -                   | –                   | –                   | –                   | –                   |
| 2002 | How Do You Call It?         | -                   | -                   | 69                  | 68                  | –                   |
| 2003 | Silly Walks Meets Patrice   | -                   | -                   | -                   | 158                 | –                   |
| 2005 | Nile                        | 4                   | 5                   | 12                  | 51                  | 50                  |
| 2006 | Raw & Uncut - Live in Paris | -                   | -                   | 97                  | 81                  | -                   |
| 2008 | Free-Patri-Ation            | 12                  | 20                  | 15                  | 16                  | –                   |
| 2010 | One                         | 22                  | 58                  | 54                  | 18                  | -                   |

### Outros / Singles
| Ano  | Título         | Posição nas paradas | Posição nas paradas | Posição nas paradas |
| Ano  | Título         | ALE                 | AUT                 | ITA                 |
| ---- | -------------- | ------------------- | ------------------- | ------------------- |
| 1998 | Lions (EP)     | -                   | –                   | –                   |
| 2000 | Everyday Good  | -                   | -                   | -                   |
| 2000 | You Always You | -                   | -                   | -                   |
| 2002 | Up In My Room  | 99                  | -                   | -                   |
| 2003 | Sunshine       | -                   | -                   | 10                  |
| 2003 | Music          | -                   | -                   | -                   |
| 2003 | Moonrise       | -                   | -                   | -                   |
| 2004 | Truly Majestic | -                   | -                   | -                   |
| 2005 | Soulstorm      | 65                  | 60                  | -                   |
| 2008 | Clouds         | 64                  | 75                  | -                   |
| 2008 | Another One    | 83                  | 68                  | -                   |